# Alejandro (dal)
Az Alejandro Lady Gaga amerikai énekesnő dala a The Fame Monster (2009) című harmadik középlemezéről (EP), amely a The Fame (2008) című debütáló stúdióalbumának újrakiadása. A Gaga és RedOne által írt és készített dal 2010. április 20-án jelent meg az EP harmadik kislemezeként. Az Interscope Records a Dance in the Dark című számot szánta az EP harmadik kislemezének, miután az Alejandro kezdetben csak korlátozottan került sugárzásra, de Gaga ragaszkodott az utóbbihoz. Zeneileg egy közepes tempójú szintipop dal, Europop és latin pop stílusjegyekkel, amely Vittorio Monti olasz zeneszerző Csárdás című hegedűdarabjának egy részletével indul. A dalt Gaga férfiaktól való félelme ihlette, és arról szól, hogy búcsút int latin-amerikai szerelmeinek, Alejandrónak, Robertónak és Fernandónak.
Egyes kritikusok dicsérték a szám fülbemászó voltát és a produkciót, míg mások azt kifogásolták, hogy nem túl eredeti, főleg az ABBA és az Ace of Base popzenekarok hatása miatt. A retrospektív kritikák a dalt Gaga egyik legjobbjaként értékelték. Az album megjelenését követően a dal az Egyesült Királyságban és Magyarországon is felkerült a slágerlistákra. Kislemezként való megjelenésekor a cseh, finn, mexikói, venezuelai, lengyel, orosz és román slágerlisták élére került, az USA-ban, Ausztráliában, Kanadában és Svédországban pedig a Top 5-be. Egy 2017-es folyóiratban, amely a fülbemászó zeneszámok dallamainak szerkezeti mintáit vizsgálta, az Amerikai Pszichológiai Társaság az Alejandrót a világ egyik legfülbemászóbb dalának nevezte.
A hozzá tartozó videóklipet, amelyet Steven Klein divatfotós rendezett, Gaga meleg barátai és a meleg szerelem iránti rajongása ihlette. A videóban férfi katonákkal táncol egy kabaréban. Néhány jelenetben Gaga apácaként jelenik meg, egy ágyon fekszik, és leereszt a torkán egy rózsafüzért. Az ágyon egy félmeztelen férfi is látható, aki géppisztolyt tart az egyik kezében. A kritikusok dicsérték a videó ötletét és sötét természetét, és az 1980-as évek popművészeinek munkáihoz hasonlították. A Katolikus Liga bírálta, hogy Gaga vallási szimbólumokat használt benne. A visszatekintő kritikusok a videóklip témái közül kiemelték a BDSM-et, az antifasizmust, a szexuális erőszakot és a vallást. Gaga előadta a dalt az American Idol kilencedik évadában, valamint az évek során számos koncertturnéján és rezidencia show-ján.

## Háttér és kiadás
Lady Gaga és RedOne írta és készítette az Alejandro című dalt; ők dolgoztak a hangszerelésen és a háttérvokálokon is. RedOne egyedül végezte a hangszerelést, a programozást és a felvételi folyamatot, a hangmérnöki munkában pedig Eelco Bakkerrel dolgozott együtt. A dalt Robert Orton keverte és Gene Grimaldi maszterelte. Johnny Severin végezte a hangvágást. Az Alejandro felvételei az amszterdami FC Walvisch stúdióban készültek.
Az Interscope Records a Dance in the Dark című dalt tervezte kiadni harmadik kislemezként a The Fame Monster (2009) című középlemezről (EP) – Gaga debütáló stúdióalbumának, a The Fame (2008) újrakiadásáról. Gaga saját választása, az Alejandro kezdetben gyenge rádiós lejátszást kapott, és nem tartották életképes választásnak. Gaga és kiadója közötti vitát követően az Alejandrót választották harmadik kislemezként. Saját Twitterén keresztül tett üzenetével egyértelműsítette a helyzetet: „Az Alejandro megy a rádióban. Basszus, annyira jól hangzik, megcsináltuk, kis szörnyecskék.” A kislemez hivatalosan 2010. április 20-án került a rádiókhoz az Egyesült Államokban. A Fuse TV-vel készített interjú során Gaga arról beszélt, hogy az Alejandrót a férfiaktól való félelme ihlette. Az NME szerint Gaga vágyik volt szeretőinek szeretetére, de elutasítja őket, mert fél az elköteleződéstől és az elhagyástól.

## Kompozíció
Az Alejandro egy szintipop dal, amit a Billboard úgy jellemez, mint egy „tomboló, dübörgő Europop számot”. Az Alejandro az olasz zeneszerző, Vittorio Monti Csárdás című hegedűdarabjának egy részletével kezdődik, majd pedig Gaga elkeseredett hangon az alábbit mondja: „I know that we are young, and I know that you may love me/But I just can’t be with you like this anymore, Alejandro.” („Tudom, hogy fiatalok vagyunk és tudom, hogy talán szeretsz engem/De nem tudok tovább így együtt lenni veled, Alejandro.”) A Cambridge University Press által kiadott folyóiratban, amely Gaga „zenei intertextusait” elemzi a The Fame Monster című lemezen, a szerzők, Lori Burns, Alyssa Woods és Marc Lafrance úgy írták le a hangját ebben a szakaszban, hogy „tömörített és megszűrt, hogy távoli, de mégis célirányos hatást keltsen”. A szám ezt követően vált az europop stílusra jellemző ütemekre. Gaga problémásnak írja le a kapcsolatát, és tudatja szerelmével, hogy döntést kell hoznia: „You know that I love you, boy/Hot like Mexico, rejoice!/At this point I've got to choose/Nothing to lose.” („Tudod hogy szeretlek, fiú/Forrón, mint Mexikó, hát élvezd!/Ezen a ponton választanom kell/Nincs mit veszítenem.”) A dal végére mindhárom férfinak – Alejandro, Fernando és Roberto – kiadja az útját, és végleg szakít velük.
- CsárdásA dal Vittorio Monti olasz zeneszerző Csárdás című hegedűdarabjának egy részletével indul.

Nem tudod lejátszani a fájlt?
A Sony/ATV Music Publishing által a Musicnotes.com oldalon közzétett kotta szerint a dal egyenletes 99-es percenkénti leütésszámmal rendelkezik, b-mollban íródott. Gaga hangterjedelme F#3-től G4-ig terjed. A szám a versszakokban a Hm-D-F#m-Hm-D-F#m akkordmenetet követi. Az Alejandrót az Ace of Base és az ABBA, különösen az utóbbi 1975-ös Fernando című dala inspirálta. Burns, Woods és Lafrance úgy vélték, hogy a meleg közösségen belül népszerű Fernando című dalra való hivatkozással Gaga a kirekesztett kisebbségek jogainak szószólójaként azonosítja magát. Ezt erősíti a latin popdalok hatása a refrénben, különösen Shakira Whenever, Wherever és Madonna La Isla Bonita című dala, amelyek kereskedelmi sikert arattak az LMBTQ közösségben. Összehasonlítva a dalt az Ace of Base Don’t Turn Around dalával – amely egy férfi szeretője által elhagyott nő történetét meséli el – Burns, Woods és Lafrance hozzátette, hogy az Alejandro megváltoztatja ezt a koncepciót, ahol Gaga kezdeményezi a szakítást. Mint ilyen, a dal Gaga elkötelezettségét mutatja a feminizmus és a „felszabadító” előadóművészet iránt. Eve Barlow a Vulture-tól dicsérte Gaga szókimondó feminizmusát a dalban, amit a „don’t want to kiss, don’t want to touch/Just smoke my cigarette and hush” „(nem akarok csókolózni, nem akarok érintkezni/Csak elszívom a cigarettámat és elhallgatok)” szöveg példáz.
A European Journal of Media Studies című folyóiratban Anne Kustritz azt írta, hogy az Alejandro megmutatta, hogy Gaga „véget nem érő szemiotikai játékot” alkalmaz. Úgy érezte, hogy az Alejandro, Roberto és Fernando nevek, a „Mexikó” szó és a rövid spanyol szöveg megerősíti, hogy a dal Latin-Amerikában játszódik, vagy Gaga szeretője latin-amerikai. Kustritz úgy vélte, hogy ezeken az eseteken túl a dal nem sokat mond Mexikóról, Latin-Amerikáról vagy a kultúrák közötti kapcsolatokról. Kustritz megzavarodott attól, hogy a dalban állandóan változik a nézőpont az „én”-ről „te” és „ő”-re, Kustritz megjegyezte, hogy bizonyos mondatok bevezetik a témákat, de nem építik tovább őket, és „csupán megjelennek, mint részeges lírai bolondos kitöltések. Úgy tűnik, hogy a szavakat nem azért helyezték el az Alejandróban, mert jelentést közvetítenek, hanem azért, ahogyan hangzanak.”

## Kritikai fogadtatás és elismerések
Az Alejandro korai kritikai fogadtatása vegyes volt. A dalt nyárbarát számnak (BBC), „buja dicshimnusznak egy szerelemhez, amely 'forró, mint Mexikó'” (MTV News), „ragyogóan fülbemászónak, megtévesztően egyszerűnek és csodálatosan melankolikusnak” (MusicOMH), valamint könnyűvérűnek (NME és Los Angeles Times) nevezték. Robert Copsey, a Digital Spy munkatársa dicsérte a szám dallamait, „rendkívül fülbemászónak”, a szöveget pedig „sóvárgónak” nevezte. Vegyes kritikában Jon Blistein az L Magazine-tól azt írta, hogy az Alejandro és a Monster, egy másik szám a The Fame Monsterről, „félig-meddig tisztességes klub/pop dalok a maguk nemében – és sokkal jobban szervezettek, mint a Bad Romance –, de nem tűnnek teljes gondolatoknak”.

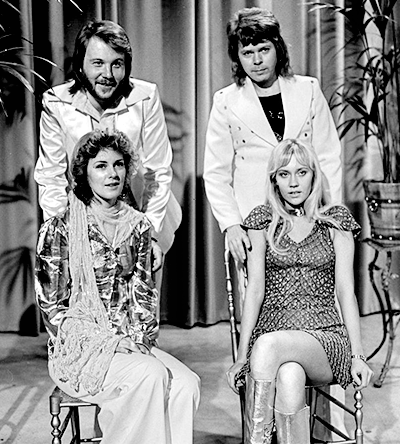
Az Alejandrót több kritika is a svéd ABBA popegyüttes (a képen 1974-ben) zenéjéhez hasonlította, különösen az 1975-ös Fernando című kislemezükhöz

A kritikákban gyakran szerepeltek összehasonlítások más művészekkel, különösen az ABBA és az Ace of Base munkásságával. A Slant Magazine és a Rolling Stone véleménye szerint a dal elragadóan tisztelgett az ABBA előtt. Az AllMusic és a Pitchfork kritikusai egy ABBA-dal modernizált változataként jellemezték. Az ötből ötcsillagos értékelésben Copsey felismerte a hasonlóságokat a La Isla Bonita és az Ace of Base dalaival, de úgy érezte, hogy Gaga „a saját utánozhatatlan csavarját is hozzáadta”. A dalt a Don’t Turn Aroundhoz és a Fernandóhoz hasonlítva Lindsey Fortier a Billboardtól hozzátette: „A dal végére Alejandro, Fernando és Roberto nem az egyetlenek, akiket elküldtek – a hallgató közvetlenül mögöttük táncol ki”. Mathieu Deflem szociológus elutasította a dalt érő kritikákat, mint „ABBA-koppintást”, mivel szerinte a szintén svéd RedOne szándékosan utalt az együttesre. A dal egyéb összehasonlításai között szerepelt Madonna 1987-es Who’s That Girl című kislemeze" és a refrénben Shakira is.
Néhány vélemény negatív volt. Sarah Hajibagheri a The Times-tól „fájdalmas latinos siránkozásnak [és] egy Eurovíziós selejtnek” minősítette a dalt. James Reed a The Boston Globe-tól úgy kritizálta, hogy „egy langyos dance szám”, ahol feleslegesen ismételgeti a dal címét. Nathan Pensky a PopMatters-től úgy érezte, hogy ez „egy olyan dal, amely valójában a semmiből áll, és még csak nem is fáradozik azzal, hogy az ürességében gyönyörködjön”. Elismerve a fülbemászósságát, Pensky úgy vélte, hogy egy egyszerű popdal elkészítése nem volt elég, különösen, ha figyelembe vesszük Gaga többi dalának – a Bad Romance-nek és a Telephone-nak – a minőségét.
A dalt utólag az NME, a The Guardian, a Belfast Telegraph, a Rolling Stone, a Billboard és a Vulture is Gaga legjobbjai közé sorolta. A The Guardian „Gaga egyik legmaradandóbb kislemezének”, a Vulture pedig az egyik legfülbemászóbb popdalának tartotta. A Belfast Telegraph elismerően emelte ki „a megmagyarázhatatlanul európai hangzást” a beszélt szövegben és „a refrén gyilkos hűvösségét”. A Billboard szerint: „Az izzasztó, dübörgő produkció Gaga egyik legegyszerűbb, leghatásosabb hookja alatt fokozódik fel.” A dal 10 éves évfordulóján Mike Wass, az Idolator munkatársa megdicsérte, hogy a dal még mindig „ugyanolyan merészen és addiktívan szól, mint akkoriban”, és arra a következtetésre jutott, hogy „az Alejandro minden eleme tökéletesen összeáll, hogy dance-pop gyönyört hozzon létre”.
Az Alejandro elnyerte az International Dance Music Awards díját A legjobb pop dance számért és a BMI Pop Awardot az év legtöbbet játszott daláért. A dalt jelölték Az év nemzetközi dalának járó Gaygalan-díjra és Az év külföldi dalának járó Rockbjörnen-díjra. Egy 2017-es folyóiratban, amely a fülbemászó zeneszámok dallamainak szerkezeti mintáit vizsgálta, az Amerikai Pszichológiai Társaság az Alejandrót a világ nyolcadik legfülbemászóbb dalának nevezte.

## Kereskedelmi teljesítmény
Az Egyesült Államokban az Alejandro a Billboard Hot 100-as listáján a 72. helyen debütált a 2010. április 17-i kiadásban. A dal a 35. helyen debütált a Mainstream Top 40-es listán, a Hot Digital Songs listán pedig a 71. helyen, miután a Nielsen Soundscan szerint 24 000 fizetett digitális letöltést adtak el belőle. A dal a Hot 100-as listán az ötödik helyig jutott, és ezzel Gaga hetedik egymást követő Top 10-es kislemeze lett az Egyesült Államokban. Ő lett a második női előadó, akinek az első hét kislemeze a Top 10-be került az Egyesült Államokban, Monica R&B énekesnő óta, aki 1995 és 1999 között érte ezt el. Az Alejandro a Mainstream Top 40-es listán a negyedik helyen végzett, és ez lett az első kislemeze, amely nem érte el az első helyet. A Hot Dance Club Songs listán is a 40. helyen debütált, és a 2010. július 7-i kiadásban a csúcsra került. A dalból 2019 februárjáig 2,63 millió digitális letöltés kelt el az Egyesült Államokban, ezzel Gaga a második előadó a digitális történelemben, aki önálló előadóként hét egymást követő dalt adott ki, amelyek legalább kétmillió példányban keltek el. A számot 2017 októberében négyszeres platinalemezzé minősítette az Amerikai Hanglemezgyártók Szövetsége (RIAA). A Canadian Hot 100-as listán az Alejandro a 2010. május 8-i kiadásban a negyedik helyen tetőzött.
Az ARIA Singles Charton (Ausztrália) az Alejandro a második helyen végzett, és ez lett Gaga hetedik Top 5-ös slágere az országban. Az Alejandro négyszeres platina minősítést kapott az Australian Recording Industry Association (ARIA) által a kislemez 280 000 példányban történő kiszállításáért. A dal a 11. helyet érte el az új-zélandi Top 40-ben. A 2009 novemberében megjelent The Fame Monster című albummal az Alejandro a 75. helyen szerepelt a brit kislemezlistán. 2010-ben a hetedik helyig jutott, és ez lett a hatodik Top 10-es dala az Egyesült Királyságban. Az Official Charts Company szerint az Alejandro 2014 februárjáig összesen 436 000 példányban kelt el, és a Brit Hanglemezgyártók Szövetsége (BPI) 2020-ban platina minősítést adott neki. Az Egyesült Királyságban a 2010-es évek 37. legkelendőbb bakelit kislemeze volt. Európa-szerte a dal a Top 5-be került Ausztriában, Belgiumban (Flandria és Vallónia), a Csehországban, Dániában, Franciaországban, Magyarországon, Németországban, Írországban, Olaszországban, Hollandiában, Norvégiában, Szlovákiában, Svédországban és Svájcban; Finnországban, Lengyelországban, Romániában és Oroszországban pedig a slágerlisták élére.
Az Alejandro Magyarországon is nagy sikereket ért el a MAHASZ listáin. Az országos, regionális és helyi rádiók leggyakrabban játszott felvételeiből összeálló, a hallgatottság szerinti súlyozásos módszerrel összesített Rádiós Top 40 játszási listán 2010. július 5-én a 33. helyen debütált. Ezt követően több hétnyi középmezőnybeli ingadozó helyezéseket követően 2010. szeptember 20-án, előző heti eredményéhez képest 11 pozíciót javítva szerezte meg az első helyezést. Elsőségét összesen nyolc héten át tartotta. A dal az egyes rádiók játszási számait súlyozás nélkül összesítő Editors' Choice rádiós játszási listán is első helyezett lett, még 2010. július 19-én. Ezzel a Bad Romance-t követően az Alejandro már a második Lady Gaga-dal, amely mindkét rádiós listán első helyezést könyvelhetett el. A szintén a Mahasz által hetente közzé adott Single (track) Top 10 elnevezésű magyar kislemezlistán az album megjelenését követően, 2009. december 6-án az 5. helyen szerepelt, ami későbbi legjobb helyezése is volt a listán. Ezen kívül a közel száz hazai DJ heti játszási listája alapján készített Dance Top 40 listán egészen a harmadik helyig jutott a dal, ezzel már a harmadik Lady Gaga-kislemez volt, amely a legjobb három között szerepelt a listán a Poker Face és a Bad Romance után.

## Videóklip

### Elkészítés és bemutatás
2010 januárjában Gaga elkezdte a castingot az Alejandro című dal videóklipjéhez. A klipet Steven Klein fotós rendezte. Az énekesnő beszélt arról, hogy Klein megérti Gaga „az vagyok, amit viselek” életstílusát, s emiatt ő a hozzá illő rendező. „Ez az egész arról szól, hogy honnan származom, a zene és a színház iránti szeretetemről, a művészetben megjelenő hazugság iránti szeretetemről, és Steven igazán érti, mire gondolok. […] Gyönyörű klipet készítünk, és már nagyon izgatott vagyok.” Beszélt a Klein iránti tiszteletéről is: „Nagyon vártuk már, hogy együtt dolgozhassunk, hogy egy divatfotós lencséjén keresztül meséljük el a zenémnek, ennek az életmódnak és divatnak az elképzeléseit”.
A videó a katonai homoerotikát tematizálja, és Gaga a meleg közösség iránti csodálatát mutatja be. A videó koncepciójáról így nyilatkozott: „A meleg barátaimmal való barátságom tisztaságáról szól, és hogy miért képtelenség a heteró férfiakkal ezt a viszonyt létrehozni. Ez a meleg szerelem ünnepe és csodálata – bevallani az irigységem, hogy micsoda bátorság és kitartás szükséges ahhoz, hogy együtt lehessenek. A klipben a meleg barátaim szerelméért sóvárgok, de ők egyszerűen nem akarnak engem.” Klein számára a videó „egy nő vágyáról szól, hogy feltámasszon egy halott szerelmet, aki nem tud szembenézni jelenlegi helyzetének brutalitásával. A fájdalomról, amit az igaz szerelem nélkül való élet okoz”.
2010. június 1-jén a Larry King Live műsorban bemutattak a klipből egy rövid, 19 másodperces részletet. A fekete-fehér színvilágú kliprészletben Gagát és táncosai voltak láthatók, miközben többféle katonai jellegű menetelést mutattak be. Az Alejandro videóklipjének premierje 2010. június 8-án volt Lady Gaga hivatalos weboldalán és YouTube-oldalán. Napokkal a videó megjelenése után Gaga posztolt a Twitter-fiókján: „A férfiak férfiak ... A katona az katona”. Anne Kustritz azt írta, hogy akkor tette közzé, amikor nyilvánosan ellenezte a „don’t ask, don’t tell” („Ne kérdezz, ne mondd”) elvet, az Egyesült Államok fegyveres erőinek politikáját, amely tiltotta a homoszexuálisok diszkriminációját, de a nyíltan melegeket kizárta a katonai szolgálatból. Kustritz úgy vélekedett, hogy a videó ezt aligha ábrázolja, és nem világos, hogy a politika mellett vagy ellen szólt.

### Cselekmény
A videót a Kabaré (1966) című Broadway-musical, az antifasizmus, a vallás, a BDSM, a szexuális erőszak és az 1920-as évek Berlinjének meleg szcénája ihlette. Egy éjszakai lokál a klip nyitóhelyszíne, ahol bóbiskoló katonák láthatók, Emporio Armani által tervezett bőrruhákban. Az egyik katona harisnyát és magas sarkú cipőt visel, míg az egyetlen ébren lévő társuk a távolba mered. Ezután egy tánckoreográfiával is felérő menetelés következik néhány katonától, akik egy Dávid-csillaggal vonulnak, majd elkezdődik a dal hegedűszólós bevezető része. Gaga egy temetési menet élén látható, ahogy egy párnára helyezett, szöggel átszúrt szívvel a kezében halad előre – amely „Jézus szívét”, egy katolikus jelképet idéz – a temetés helyszínére, miközben erősen havazik. Ahogy a dal szövege elkezdődik, egy újabb jelenetben Gaga trónon ül, távcsőszerű szemüvegben, fején különös fejdísszel. Kezében füstölgő pipát tartva nézi, ahogy a táncosok előadnak egy precíz koreográfiájú előadást. Gaga ezután a Kabaré egyik szereplője, Sally Bowles szerepében táncol és szexuális együttlétet imitál három férfival, akik csupán alsónadrágot viselnek. A jelenetbe közbeékelve vörös apácaruhába öltözve, egy nagy ágyon fekve jelenik meg az énekesnő, aki később lenyel egy egész rózsafüzért.
Gaga ezután egy fehér színű, vörös fordított kereszttel díszített csuklyás köpenyben látható, ez a megjelenése Jeanne d’Arcot idézi. Gaga és táncosai katonai egyenruhában láthatóak egy fekete-fehér jelenetben, amelyben a néhai koreográfus Bob Fosse, a Kabaré filmváltozatának rendezője előtt tisztelegnek. Gaga egy fekete-fehér jelenetben Liza Minnelli ruhájára emlékeztető öltözetben jelenik meg. A következő jelenetben Gaga M16-os gépkarabélycsövekkel felszerelt melltartóban táncol a katonákkal, majd a nyitójelenetben is látható klubhelyiségben énekel. Ismét Jeanne d’Arc-szerűen jelenik meg, a férfiakkal viaskodik, majd meztelenre vetkőzik, hogy megnyerje őket. A klip végén Gaga ismét az ágyon fekvő apáca képében látható, miközben egy félmeztelen férfi az ágy másik végében aranyszínű pisztolyt szorongat. A kamera az énekesnő arcára közelít, amely elégve megsemmisül.
Anne Kustritz úgy vélte, hogy a videó valószínűleg a második világháború utáni Argentínában játszódik, ahol Gaga karakterét hamis spanyol identitást felvéve náci szökevények csábítják el, de úgy vélte, hogy a videóban alig látható Latin-Amerika vagy Mexikó. A szerző, Joshua S. Walden a kereszt ikonográfiájával, a vörös apácaruhával és a rózsafüzérrel való katolikus utalásokon keresztül homályos célzásokat látott egy latin-amerikai helyszínre. James Montgomery úgy vélte, hogy a videó tisztelgés a nácizmus előtti Németország előtt, és kifejtette, hogy a „gondosan kidolgozott közeli felvételek, az ábrándosan elszívott cigaretták és a nyomasztóan szabott jelmezek” a „művészileg termékeny, de politikailag és gazdaságilag nehéz korszakot” idézik fel Adolf Hitler hatalomra jutása előtt.

### Fogadtatás
A klip többnyire pozitív kritikákat kapott. A videoklipet jelölték a MuchMusic Video Awards-díjra Az év legtöbbet streamelt videója kategóriában. A dicséret a videó sötét témáira és képeire összpontosult. James Montgomery az MTV News-tól úgy kommentálta, hogy „Gaga egy olyan világot teremtett, amely bár nyomasztó, mégis remekül néz ki”, egy másik írásában pedig hozzátette, hogy „talán végre elérte azt a pontot a karrierjében, ahol még ő sem tudja felülmúlni önmagát”. Daniel Kreps a Rolling Stone-tól „filmes eposznak” nevezte a videót, Nate Jones-t a Time-tól pedig lenyűgözte „Gaga és Steven Klein rendező öntudatos tökösségének” kombinációja. Randall Roberts, a Los Angeles Times munkatársa szerint „a klip megerősíti azt az elképzelést, hogy senki sem érti jobban a kép és a zene konvergenciáját, mint Gaga”. Más kritikusok dicsérték a videó minőségét, de úgy vélték, hogy nem ér fel Gaga korábbi klipjeihez, főleg a Bad Romance-hez és a Telephone-hoz.
A kritikusok felfigyeltek a videó hosszára, sokkoló értékére és összetett történetére. Jen Dose a National Posttól megjegyezte, hogy az Alejandro egy újabb példája Gaga extravagáns munkásságának. A történetet néhány kritikus összetettnek minősítette, bár Jed Gottlieb a Boston Heraldtól megjegyezte, hogy nincs happy end. Anthony Benigno a New York Daily News-tól úgy érezte, hogy „a sokkoló énekesnő új klipje ... tele van ágyba zárt szado-mazo képekkel, amik olyanok, mintha a Mátrix (1999) softcore válasza lenne”.
A kritikusok Janet Jackson, Madonna, a Laibach és a The Three Stooges előadókra, valamint a Frankenstein (1931), Az akarat diadala (1935) és a Hófehérke és a hét törpe (1937) című filmekre találtak utalásokat. A videó katonai témája miatt Jackson Rhythm Nation dalához hasonlították. Madonnával elsősorban az Evita (1996) című filmjével, valamint a Like a Prayer, a Human Nature, az Express Yourself és a Vogue című dalaihoz készült videókkal hozták kapcsolatba. Devon Thomas, a CBS News munkatársa szerint az Express Yourself inspirálta Gaga rövidre vágott haját és fekete blézerét, amely az Alejandróban a „rideg, poszt-indusztriális hangulatot” idézi. Thomas úgy vélte, hogy a videó „vizuális szerelmeslevél” Madonnának, különösen a Blond Ambition World Tour korszakából. A hasonlóság a Vogue-hoz a fekete-fehér operatőri munka, a Dolce & Gabbana mellény, a Francesco Scognamiglio nadrágkosztüm és a gépfegyveres melltartó volt. Néhány kritikus megvédte Gagát; James Montgomery úgy vélte, hogy a két művész összehasonlítása pusztán a fekete-fehér operatőri munka és Gaga frizurája miatt megalapozatlan: „Ezzel a megközelítéssel kissé alulértékelik a látásmódjukat”. Kreps úgy gondolta, hogy a videó hasonlósága Madonna munkásságához azért van, mert Klein már dolgozott vele az Alejandro forgatása előtt. Kara Warner az MTV News-tól úgy látta, hogy Madonnával ellentétben az Alejandro stílusa „vagányabb, férfiasabb és katonásabb”.

### Vallási ikonográfia és témák
Az Alejandro a videóklip megjelenése után felháborodást keltett a médiában, mert vallási képeket használt. A klip egyik legtöbbet vitatott jelenete az volt, amikor Gaga apácaruhát viselve lenyelt egy rózsafüzért. A Katolikus Liga kritizálta a videót a vallási képek használata miatt, és azzal vádolta Gagát, hogy „Madonna-utánzatot játszik”. Ezt Mónica Herrera is megerősítette, aki szerint az, hogy Gaga a rózsafüzért és az apácaruhát szexuális utalásokhoz használja, Madonna Like a Prayer című videóklipjére emlékeztet. Az MTV-nek adott interjújában Klein kifejtette, hogy ez a jelenet Gaga teofágiája volt – „a vágy, hogy befogadja a szentet”. Azt mondta, hogy a vallási képi világ nem jelentett semmi negatívumot, hanem csak Gaga „a sötétebb és a világosabb erők közötti harcát”, amit Gaga apácaruhája is megerősített. Klein hozzátette, hogy a szája és a szeme eltűnése mögött azért van jelentősége, „mert elvonja az érzékeit a gonosz világától, és befelé, az imádság és az elmélkedés felé halad”.

Lady Gaga, mint apáca, vörös latexruhában fekszik az ágyon, miközben egy félmeztelen férfi egyik kezében egy pisztolyt szorongat

Sok kritikus egyetértett abban, hogy a vallási képek Gaga előre megfontolt lépése volt, hogy botrányt keltsen. Egyikük Simon Voxick-Levinson volt az Entertainment Weekly-től: „Gaga fel akarja háborítani az embereket. Ő egy provokátor. Gaga valószínűleg csalódott lenne, ha senkit nem sértett volna meg a legújabb videója. Nem véletlenül csinálja ezt a dolgot”. A rizikókat nem találta eredetinek és nem olyan izgalmasnak, mint a Telephone-ban. Jon Caramanica, a The New York Times munkatársa úgy tekintett a botrányra, mint Gaga kísérletére, hogy elvegye a „Pop Királynője” címet Madonnától, és a vallási képeket átlátszónak és bénának találta. Katy Perry énekesnő Twitter-fiókjában azt írta: „Az istenkáromlást szórakozásként használni olyan béna, mintha egy humorista fingós vicceket mesélne”. A HuffPost azt sugallta, hogy ez Gagának szólt, még akkor is, ha őt nem említették kifejezetten. Perry erre úgy reagált, hogy a tweet nem csak Gagáról szólt, hanem inkább a vallásról alkotott személyes nézeteiről. A BBC-s Fraser McAlpine képmutatónak nevezte a megjegyzéseit, és azzal vádolta, hogy az I Kissed a Girl (2008) című dalával a biszexuális kíváncsiságot használta ki.
A kritikusok elemezték a katonai megjelenést és a jeleneteket. A katonák a két világháború közötti német alsóneműt, fekete inget és bőrdzsekit viseltek; a szerzők, Sally Gray és Anusha Rutnam számára „az olasz fasizmus által befolyásolt férfi öltözködési esztétikát” képviselték. A Journal of LGBT Youth című folyóiratban Gilad Padva azt írta, hogy a katonai külsőt „az explicit homoerotikus felvételek, a stilizált koreográfia, a sokat mutató ruhák, a csupasz izmok és az érzéki interakciók teszik queeressé”. Padva azt írta, hogy a férfi táncosok közötti intim interakciók „(koreo)grafikusan megkérdőjelezik a hegemón heteromasculinitást és férfiasságot”, és Gaga dominanciája megfordítja „a hírhedt heteronormatív hatalmi viszonyokat”, ahol ő lesz „a behatoló, nem pedig a meghurcolt”.

## Élő előadások

Gaga az Alejandro című számot adja elő a megújított The Monster Ball Touron (2011), mögötte a New York-i Central Parkban található Bethesda szökőkút másolata látható.

A 2009-től 2011-ig tartó, The Monster Ball nevű turnéján Gaga minden koncertjén előadta az Alejandrót. A turné eredeti változatában egy ezüstszínű bodyt viselt, majd az egyik férfi táncosa az ágyékánál fogva vitte, és leereszkedett egy másik férfi táncosra, akivel hármasban táncoltak. T'Cha Dunlevy a The Gazette-től azt mondta, hogy „a dalok gyorsan követték egymást, nem eléggé kiemelve azokat. Egyik koreografált táncszám követte a másikat”. Jeremy Adams a Rolling Stone-tól megjegyezte, hogy az előadás „[egy] volt a számos olyan pillanat közül ..., amely a közönségben lévő szülőket megdöbbentette”. Jim Harrington a Mercury News-tól Gaga előadását egy erotikus táncosnőéhez hasonlította. A megújított show-ban Gaga művérrel kente be magát az Alejandro alatt, miközben megfürdött a színpadon lévő szökőkút-szerű építményben, a New York-i Central Parkban található Bethesda szökőkút másolatában. Katrin Horn, az amerikai tanulmányok posztdoktora azt írta, hogy az Alejandro előadása közben Gaga másképp közelítette meg a közönségét. Arra kérte őket, hogy „tegyék fel a kezüket az egyenlő jogokért!”, ahelyett, hogy azt kiabálta volna, hogy „táncoljanak” vagy „tegyék fel a mancsukat”, ahogy általában szokta. Ebben a tekintetben kinyilvánította, hogy politikai ügyeket kíván támogatni.

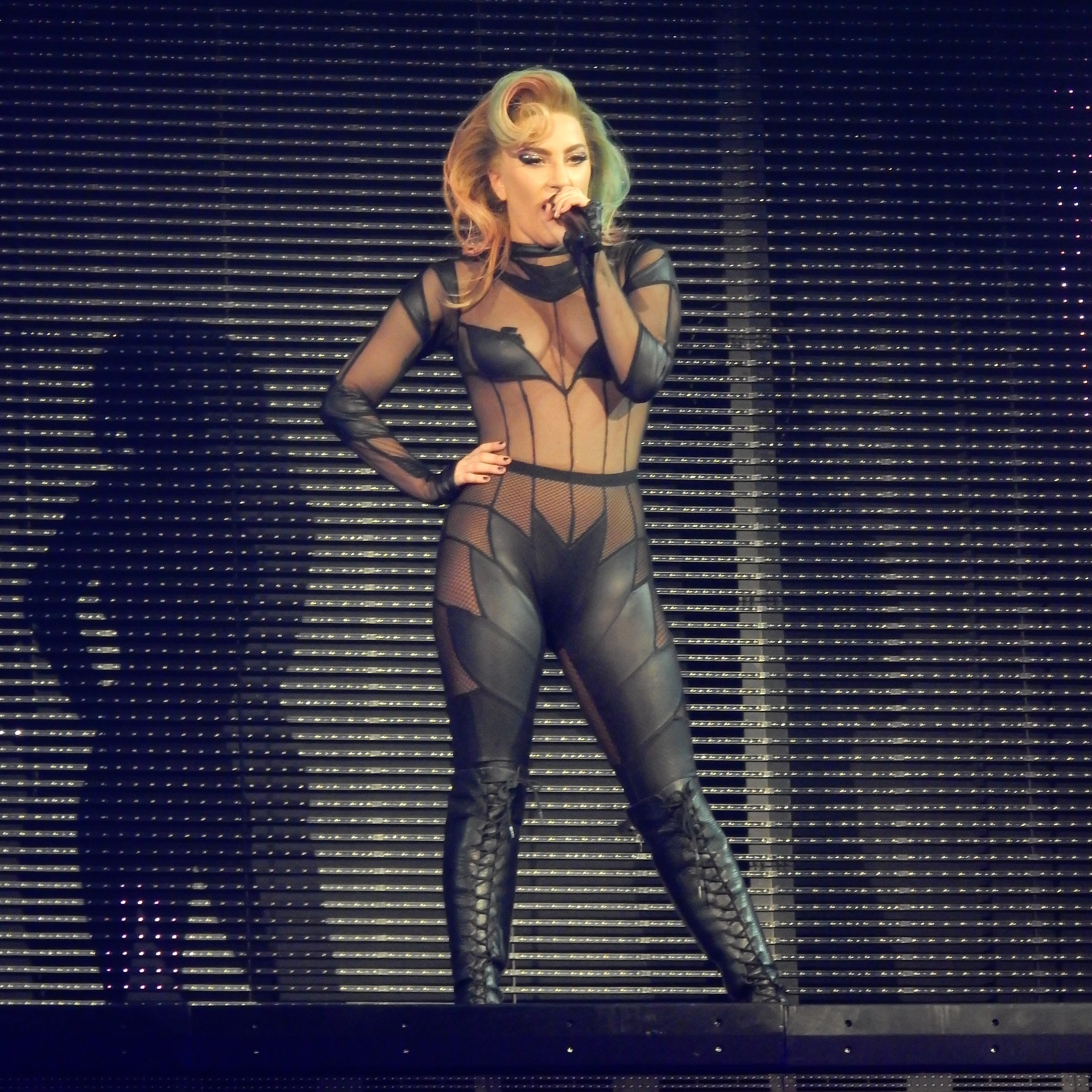
Gaga az Alejandro előadása közben a Joanne World Tour során egy hálós bőrből kivágott bodysuitban (2018)

2010 áprilisában Gaga az "Alejandro" című dalt adta elő a MAC AIDS Fund Pan-Asia Viva Glam bemutatóján Tokióban. A „GagaKoh”-ként beharangozott előadáson egy fehér csipkeruhát viselt, és egy japán esküvő által inspirált menetben lépett a színpadra. Amikor a fények elsötétültek, a forgószínpadon zongorához ült, és elénekelte a Speechless-t, majd az Alejandro előadása következett, ahol az egyik táncosa felvette őt, aki hintőporral volt beborítva. Gaga az American Idol kilencedik évadának egyik 2010 májusában sugárzott epizódjában felvett egy egyveleget a Bad Romance-ből és az Alejandróból. Fekete ruhát és arcát nagyrészt elfedő fekete fátyolt viselt. A Bad Romance zongorán előadott részlete után megszólalt az Alejandro elején hallható hegedűszó, és Gaga elkezdte énekelni a dalt, miközben félmeztelen férfitáncosok vették körül. Az előadás felénél Gaga ledobta a fátylat, majd vonaglani kezdett a színpadon fekve. Az előadás egésze gazdag volt táncban, és mesterséges köd lepte be a színpadot. Gaga az utolsó refrén előtt zongoráján is előadott egy latinos hangzású zenei motívumot. A kórus alatt egy Szűz Mária-szobor tetejéből lángok csaptak ki. Luchina Fisher az ABC News-tól azt mondta, hogy Gaga ez alkalommal idézte meg eddig leginkább Madonnát előadásai közül. 2010 júliusában Gaga a Today című műsorban a stúdión kívüli színpadon énekelte el az Alejandro című dalt.
Gaga 2011. május 9-én a Robin Hood Alapítvány javára rendezett Robin Hood Gálán adta elő az Alejandro című dalt, majd 2011. május 15-én a Radio 1 Big Weekend című rendezvényén Carlisle-ban (Cumbria). 2011. szeptember 24-én az első iHeartRadio Music Festivalon ismét előadta, a Las Vegas-i MGM Grand Garden Arénában. A dal Gaga Born This Way Ball turnéjának (2012–2013) setlistjén is szerepelt. Az előadáson egy húskanapén heverészve, gépfegyverekkel felszerelt melltartóban, félmeztelen férfiakkal táncolt körülötte. A 2014-es turnéján, az ArtRave: The Artpop Ballon Gaga zöld parókát és bőrből készült forrónadrágot viselt a dal előadásához. 2017-ben a Coachella fesztiválon adott koncertjei során előadta az Alejandrót, miközben egy piros crop-top pulóvert viselt. A dal szerepelt a Joanne World Tour (2017–2018) setlistjén, ahol Gaga egy hálós bőrből kivágott bodysuitban volt látható, valamint a Las Vegas-i rezidencia-koncertjén, az Enigmán (2018–2020) is. A dal felkerült a 2025-ös Coachella-koncertjeinek setlistjére is.

## A kislemez dalai és formátuma
| - Digitális letöltés 1. Alejandro – 4:34 - The Remixes EP 1. Alejandro (Afrojack Remix) – 4:48 2. Alejandro (Rusko's Papuseria Remix) – 3:53 3. Alejandro (Dave Audé Remix) – 7:15 4. Alejandro (Skrillex Remix) – 6:17 5. Alejandro (Kim Fai Remix) – 7:20 6. Alejandro (The Sound of Arrows Remix) – 3:57 7. Alejandro (Bimbo Jones Remix) – 6:40 8. Alejandro (Kleerup Remix) – 5:22 - Francia CD kislemez és iTunes EP 1. Alejandro (Radio Edit) – 3:58 2. Alejandro (Dave Audé Radio Remix) – 3:51 3. Alejandro (Bimbo Jones Radio Edit Remix) – 3:19 | - Brit CD kislemez 1. Alejandro – 4:34 2. Alejandro (Dave Audé Remix) – 7:15 - Brit 7"-es képes hanglemez 1. Alejandro – 4:34 2. Alejandro (Bimbo Jones Remix) – 6:40 - Brit iTunes csomag 1. Alejandro – 4:34 2. Alejandro (videóklip) – 8:44 |

## Közreműködők
A The Fame Monster albumfüzete alapján.
- Lady Gaga – vokál, dalszerző, társproducer, hangszerelés, háttérvokál
- Nadir "RedOne" Khayat – dalszerző, producer, hangvágás, hangszerelés, háttérvokál, hangmérnök, programozás, felvétel a FC Walvisch stúdióban (Amszterdam)
- Eelco Bakker – hangmérnök
- Johnny Severin – hangvágás
- Robert Orton – hangkeverés a Sarm Studios-ban (London, Anglia)
- Gene Grimaldi – maszterelés a Oasis Masteringben (Burbank, Kalifornia)

## Helyezések
| Lista (2010–2012)                       | Legjobb helyezés |
| --------------------------------------- | ---------------- |
| Ausztrália (ARIA)                       | 2                |
| Ausztria (Ö3 Austria Top 40)            | 2                |
| Belgium (Ultratop 50 Flanders)          | 4                |
| Belgium (Ultratop 50 Wallonia)          | 3                |
| Brazília (Crowley Broadcast Analysis)   | 5                |
| Kanada (Canadian Hot 100)               | 4                |
| Kanada AC (Billboard)                   | 2                |
| Kanada CHR/Top 40 (Billboard)           | 4                |
| Kanada Hot AC (Billboard)               | 2                |
| Csehország (Rádio Top 100)              | 1                |
| Dánia (Tracklisten Top 40)              | 4                |
| Európa (European Hot 100 Singles)       | 2                |
| Finnország (Singlet Top 20)             | 1                |
| Franciaország (Single Top 100)          | 3                |
| Németország (Media Control Charts)      | 2                |
| Görögország digitális dalok (Billboard) | 1                |
| Magyarország (Dance Top 40)             | 3                |
| Magyarország (Rádiós Top 40)            | 1                |
| Magyarország (Single Top 40)            | 5                |
| Írország (IRMA)                         | 3                |
| Olaszország (FIMI)                      | 2                |
| Luxemburg digitális dalok (Billboard)   | 2                |
| Mexikóo Top Inglés (Monitor Latino)     | 1                |
| Hollandia (Top 40)                      | 4                |
| Hollandia (Single Top 100)              | 7                |
| Új-Zéland (Recorded Music NZ)           | 11               |
| Norvégia (VG-lista)                     | 3                |
| Lengyelország (Polish Airplay Top 20)   | 1                |
| Portugália digitális dalok (Billboard)  | 1                |
| Románia (Romanian Top 100)              | 1                |
| Oroszország (Tophit Airplay )           | 1                |
| Skócia (Scottish Singles Top 40)        | 8                |
| Szlovákia (Rádio Top 100)               | 2                |
| Dél-Korea Nemzetközi dalok (Gaon)       | 64               |
| Spanyolország (PROMUSICAE)              | 3                |
| Svédország (Sverigetopplistan)          | 3                |
| Svájc (Schweizer Hitparade)             | 3                |
| Egyesült Királyság (UK Singles Chart)   | 7                |
| US Billboard Hot 100                    | 5                |
| US Adult Contemporary (Billboard)       | 13               |
| US Adult Top 40 (Billboard)             | 13               |
| US Hot Dance Club Songs (Billboard)     | 1                |
| US Hot Latin Songs (Billboard)          | 34               |
| US Mainstream Top 40 (Billboard)        | 4                |
| US Rhythmic (Billboard)                 | 11               |
| Venezuela Pop Rock (Record Report)      | 1                |

| Lista (2010)                      | Helyezés |
| --------------------------------- | -------- |
| Brazília (Brasil Hot 100 Airplay) | 4        |
| Brazília (Brasil Hot Pop Songs)   | 1        |

| Lista (2010)                         | Helyezés |
| ------------------------------------ | -------- |
| Ausztrália (ARIA)                    | 50       |
| Ausztria (Ö3 Austria Top 40)         | 10       |
| Belgium (Ultratop Flanders)          | 17       |
| Belgium (Ultratop Wallonia)          | 15       |
| Kanada (Canadian Hot 100)            | 14       |
| Dánia (Tracklisten)                  | 19       |
| Európa (European Hot 100 Singles)    | 16       |
| Franciaország (SNEP)                 | 31       |
| Németország (Official German Charts) | 19       |
| Magyarország (Dance Top 40)          | 12       |
| Magyarország (Rádiós Top 40)         | 6        |
| Olaszország (FIMI)                   | 4        |
| Hollandia (Dutch Top 40)             | 19       |
| Hollandia (Single Top 100)           | 21       |
| Románia (Romanian Top 100)           | 2        |
| Oroszország (Tophit Airplay)         | 4        |
| Spanyolország (PROMUSICAE)           | 8        |
| Svédország (Sverigetopplistan)       | 18       |
| Svájc (Schweizer Hitparade)          | 8        |
| Egyesült Királyság (OCC)             | 40       |
| US Billboard Hot 100                 | 33       |
| US Adult Contemporary (Billboard)    | 30       |
| US Adult Top 40 (Billboard)          | 43       |
| US Dance Club Songs (Billboard)      | 21       |
| US Mainstream Top 40 (Billboard)     | 25       |

| Lista (2011)                 | Helyezés |
| ---------------------------- | -------- |
| Magyarország (Dance Top 40)  | 91       |
| Magyarország (Rádiós Top 40) | 93       |
| Oroszország (Tophit Airplay) | 92       |

| Lista (2023)                 | Helyezés |
| ---------------------------- | -------- |
| Magyarország (Rádiós Top 40) | 71       |

### Első helyezések
| Előző Erika Jayne - Pretty Mess                                                                                              | USA Hot Dance Club Songs lista első helyezettje 2010. július 3. – 2010. július 9.                                                                                                   | Következő Kelly Rowland feat. David Guetta - Commander                                                                           |
| Előző Shakira - Waka Waka (This Time for Africa) Kymppilinja feat. Mariska - Minä Shakira - Waka Waka (This Time for Africa) | Finn kislemezlista első helyezettje 2010. június 23. – 2010. július 7. (először) 2010. július 14. – 2010. július 21. (másodszor) 2010. július 31. – 2010. augusztus 7. (harmadszor) | Következő Kymppilinja feat. Mariska - Minä Shakira - Waka Waka (This Time for Africa) Shakira - Waka Waka (This Time for Africa) |
| Előző Adam Lambert - Whataya Want from Me Junior Caldera Feat. Ellis-Be - Can't Fight This Feeling                           | Lengyel rádiós lista első helyezettje 2010. július 10. – 2010. július 23. (először) 2010. július 31. – 2010. augusztus 13. (másodszor)                                              | Következő Katy Perry - California Gurls Tom Boxer feat. Antonia - Morena                                                         |
| Előző Yolanda Be Cool feat. DCUP - We No Speak Americano Stromae - Alors on danse                                            | Román Top 100 rádiós lista első helyezettje 2010. július 17. – 2010. július 31. (először) 2010. augusztus 7. – 2010. augusztus 28. (másodszor)                                      | Következő Stromae - Alors on danse DJ Sava feat. Raluka - I Like (the Trumpet)                                                   |
| Előző Shakira - Waka Waka (This Time for Africa)                                                                             | Mahasz Editors’ Choice rádiós lista első helyezettje 2010. július 19. – 2010. augusztus 1.                                                                                          | Következő Yolanda Be Cool & DCUP - We No Speak Americano                                                                         |
| Előző Katy Perry - California Gurls                                                                                          | Német rádiós lista első helyezettje 2010. július 19. – 2010. augusztus 15. | Következő Yolanda Be Cool & DCUP - We No Speak Americano                                                                         |
| Előző Xindl X feat. Olga Lounová - Láska v housce                                                                            | Cseh rádiós lista első helyezettje 2010. szeptember 1. – 2010. szeptember 7. | Következő Yolanda Be Cool & DCUP - We No Speak Americano                                                                         |
| Előző Hooligans - Illúzió | Magyar Rádiós Top 40 játszási lista első helyezettje 2010. szeptember 20. – 2010. november 14.                                                                                      | Következő Eminem feat. Rihanna - Love the Way You Lie                                                                            |

## Minősítések és eladási adatok
| Régió | Minősítés  | Eladott példányszám |
| --- | ---------- | ------------------- |
| Ausztrália (ARIA) | 4× platina | 280 000‡            |
| Ausztria (IFPI Austria) | platina    | 30 000*             |
| Belgium (BEA) | platina    | 30 000*             |
| Brazília (Pro-Música Brasil) | gyémánt    | 250 000‡            |
| Dánia (IFPI Denmark) | platina    | 30 000^             |
| Franciaország (SNEP) | arany      | 150 000*            |
| Németország (BVMI) | platina    | 300 000^            |
| Olaszország (FIMI) | 2× platina | 60 000*             |
| Új-Zéland (RMNZ) | platina    | 30 000‡             |
| Norvégia (IFPI Norway) | platina    | 60 000‡             |
| Oroszország (NFPF) Ringtone | 4× platina | 800 000*            |
| Spanyolország (PROMUSICAE) | platina    | 40 000^             |
| Spanyolország (PROMUSICAE) 2015 után | arany      | 20 000‡             |
| Svédország (GLF) | platina    | 40 000‡             |
| Svájc(IFPI Switzerland) | platina    | 30 000^             |
| Egyesült Királyság (BPI) | platina    | 600 000‡            |
| Egyesült Államok (RIAA) | 4× platina | 2 630 000           |
| * Eladási példányszámok kizárólag a minősítés alapján. ^ Kiszállítási példányszámok kizárólag a minősítés alapján. ‡ Eladási+streaming példányszámok kizárólag a minősítés alapján. |            |                     |

## Megjelenések
| Régió            | Dátum             | Formátum(ok)                               | Változat | Kiadó      | For.            |
| ---------------- | ----------------- | ------------------------------------------ | -------- | ---------- | --------------- |
| Belgium          | 2009. november 9. | Digitális letöltés                         | Eredeti  | Interscope | [ 223 ]         |
| Franciaország    | 2009. november 9. | Digitális letöltés                         | Eredeti  | Interscope | [ 224 ]         |
| Svédország       | 2009. november 9. | Digitális letöltés                         | Eredeti  | Interscope | [ 225 ]         |
| Egyesült Államok | 2010. április 20. | Kortárs slágerrádió rhythmic kortárs rádió | Eredeti  | Interscope | [ 5 ]           |
| Európa           | 2010. május 10.   | Digitális letöltés                         | Remixek  | Interscope | [ 226 ]         |
| Kanada           | 2010. május 18.   | Digitális letöltés                         | Remixek  | Interscope | [ 227 ]         |
| Egyesült Államok | 2010. május 18.   | Digitális letöltés                         | Remixek  | Interscope | [ 228 ] [ 229 ] |
| Franciaország    | 2010. június 8.   | Rádiós sugárzás                            | Eredeti  | Universal  | [ 230 ]         |
| Egyesült Államok | 2010. június 15.  | CD kislemez                                | Remixek  | Interscope | [ 231 ]         |
| Franciaország    | 2010. június 21.  | CD maxi kislemez                           | Eredeti  | Interscope | [ 232 ]         |
| Olaszország      | 2010. június 25.  | Rádiós sugárzás                            | Eredeti  | Universal  | [ 233 ]         |
| Egyesült         | 2010. június 28.  | 7"-es hanglemez CD maxi kislemez           | Eredeti  | Polydor    | [ 234 ]         |
| Németország      | 2010. július 2.   | CD                                         | Eredeti  | Interscope | [ 235 ]         |

## Fordítás
- Ez a szócikk részben vagy egészben  az   Alejandro (song) című angol Wikipédia-szócikk fordításán alapul.  Az eredeti cikk szerkesztőit annak laptörténete sorolja fel. Ez a jelzés csupán a megfogalmazás eredetét és a szerzői jogokat jelzi, nem szolgál a cikkben szereplő információk forrásmegjelöléseként.

## Könyvek
- Lori Burns, Alyssa Woods, Marc Lafrance (2015. március 1.). „The Genealogy of a Song: Lady Gaga's Musical Intertexts on The Fame Monster (2009)”. Twentieth-Century Music 12 (1), 3–35. o, Kiadó: Cambridge University Press. DOI:10.1017/S1478572214000176.
- Deflem, Mathieu. Art Pop: The Styles of Lady Gaga, Lady Gaga and the Sociology of Fame: the Rise of a Pop Star in an Age of Celebrity. Palgrave Macmillan, 189–210. o. (2017). ISBN 978-1-137-58468-7
- Horn, Katrin. Taking Pop Seriously: Lady Gaga as Camp, Women, Camp, and Popular Culture: Serious Excess. Palgrave Macmillan, 193–252. o. (2017). ISBN 978-3-319-64845-3
- Kelly Jakubowski, Sebastian Finkel, Lauren Stewart, Daniel Müllensiefen (2017. május 1.). „Dissecting an Earworm: Melodic Features and Song Popularity Predict Involuntary Musical Imagery.”. Psychology of Aesthetics, Creativity, and the Arts 11 (2), 122–135. o, Kiadó: American Psychological Association. DOI:10.1037/aca0000090. (Hozzáférés: 2022. október 1.)
- szerk.: Martin Iddon, Melanie L. Marshall: Lady Gaga and Popular Music: Performing Gender, Fashion, and Culture, Routledge Studies in Popular Music. Routledge (2014). ISBN 978-1-134-07987-2
  - Sally Gray, Anusha Rutnam. Lady Gaga and Popular Music : Performing Gender, Fashion, and Culture. Routledge, 43–66. o. (2014). ISBN 978-1-134-07987-2
  - Owens, Craig N.. Lady Gaga and Popular Music : Performing Gender, Fashion, and Culture. Routledge, 94–116. o. (2014). ISBN 978-1-134-07987-2
- Kustritz, Anne (2012). „MP3s, rebundled debt, and performative economics – Deferral, derivatives, and digital commodity fetishism in Lady Gaga's spectacle of excess”. NECSUS European Journal of Media Studies 2 (23–54), 35–54. o, Kiadó: Amsterdam University Press. DOI:10.5117/NECSUS2012.2.KUST.
- Padva, Gilad (2018. január 2.). „Queer Nostalgia in Cinema and Pop Culture”. Journal of LGBT Youth 15 (1), 173–199. o, Kiadó: Palgrave Macmillan. DOI:10.1057/9781137266347.
- Walden, Joshua S.. Conclusion, Sounding authentic: the rural miniature and musical modernism. Oxford University Press, 203–210. o. (2014). ISBN 978-0-199-33467-4